# Amand Dalem
Pour les articles homonymes, voir Dalem (homonymie).
Amand Dalem (né le 5 juin 1938 à Comblain-Fairon et mort le 28 février 2018 à Marche-en-Famenne) est un économiste, chef d'entreprise et homme politique belge chrétien membre du PSC puis du CDH. Il est notamment bourgmestre de Rochefort, ministre du gouvernement de la Région wallonne et gouverneur de la province de Namur.

## Biographie
Amand Oscar Henri Joseph Dalem est né à Comblain-Fairon le 5 juin 1938. En 1962, il obtient un diplôme de licencié en sciences économiques à l'Université de Liège. Au niveau familial, il épouse Georgette Lambry, née à Rochefort, qui lui donne un enfant. 
En 1964, Amand Dalem entame sa carrière professionnelle comme entrepreneur à la tête de l'entreprise de travaux publics Lambry sise à Rochefort. Il poursuit cette activité professionnelle jusqu'en 1994. Il s'engage aussi au service des indépendants en devenant en 1992 administrateur à l'Union des Classes Moyennes (UCM) de Namur. 
Il marque la vie politique wallonne particulièrement celle de la province de Namur. Élu aux élections communales de la Rochefort en octobre 1970, il en devient  bourgmestre le 1er janvier 1971. Il restera maïeur pendant près de 25 ans. Il est également conseiller provincial de la province de Namur de 1971 à 1979. 
Il devient sénateur en 1979, au départ d'Antoine Humblet, dont il était le suppléant. Il sera élu plusieurs fois au Sénat jusqu'en 1994.
Au niveau wallon, il est membre du Conseil régional wallon de 1985 à 1994. De 1985 à janvier 1992, il est nommé ministre du gouvernement de la Région wallonne en charge successivement du Logement, de la Tutelle des pouvoirs locaux, et des Affaires intérieures, ainsi que du Transport, du Budget et des Finances. Il termine sa carrière comme gouverneur de la province de Namur (1994-2007),. 
Il décède à Marche-en-Famenne le 28 février 2018 à l'âge de 79 ans et ses funérailles ont lieu à Rochefort où il est inhumé.

## Distinctions
- Grand officier de l'ordre de Léopold en décembre 2006[5] (Belgique).
- Grand officier de l'ordre de la Couronne en 2001 (Belgique).
- Croix civique de 1ère classe en 2006 (Belgique).
- Grand officier de l'ordre du Dannebrog (Danemark).
- Grand commandeur de l'ordre du Phénix (Grèce).
- Commandeur de l'ordre du Mérite (Pologne).
- Chevalier de la Légion d'honneur (France).